# Euphorbia hieronymi
Euphorbia hieronymi är en törelväxtart som beskrevs av Rosa Subils. Euphorbia hieronymi ingår i släktet törlar, och familjen törelväxter. Inga underarter finns listade i Catalogue of Life.